# Понтийский подтип
Понти́йская ра́са — подвид европеоидной расы, распространённый среди населения причерноморского региона. Описана В. В. Бунаком в 1932 году. Понтийскую расу сближают с кавкасионской, но отмечают у представителей первой более узкое лицо. Имеет ряд сходств с каспийским подтипом, представителей которых также относят к средиземноморской расе.

## Характерные признаки
Понтийский антропологический тип характеризуется мезокефалией, тёмной или смешанной пигментацией волос и глаз, высоким переносьем, прямой спинкой носа, с опущенным кончиком и основанием, значительным ростом бороды. Рост средний, с тенденцией к повышению.

## Распространение

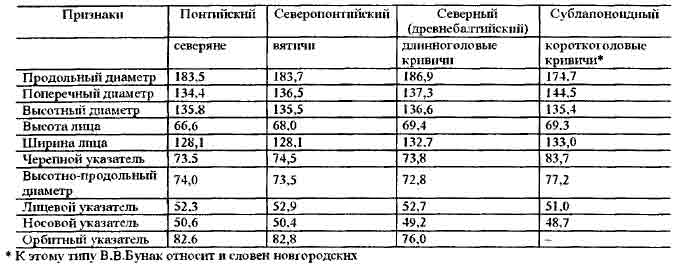
Краниологические типы восточнославянских курганов по В. В. Бунаку

Тип распространён среди адыгов, абхазов, абазин, западных этнографических групп грузин, понтийских греков, болгар, южных украинцев, русских (рязанский тип), казанских татар, мишарей (понтийский, северно-понтийский, степной типы), молдаван, валахских румын и др. Среди древних народов к понтидам относят хаттов, меотов, представителей майкопской культуры, колхов.
Известный антрополог В. В. Бунак относил северян к представителям понтийской расы, а вятичей — к представителям северопонтийской. По мнению Т. И. Алексеевой, понтиды составляли основу полянской этнографической группы.

### Степной тип
Встречается у казанских татар, мишарей и у русских междуречья Дона и Хопра.
Население, относящееся к этому комплексу, отличается средним ростом, мезокефалией, небольшими абсолютными размерами головы и лица, потемнением цвета волос и глаз, средним или ниже среднего ростом бороды, ослабленным ростом волос на груди, средней профилированностью лица и сравнительно сильным выступанием носа.

### Северно-понтийский тип
Встречается у русских, украинцев, казанских татар, мишарей и части мокшан.
Отличается меньшей интенсивностью пигментации, меньшим развитием третичного волосяного покрова.

### Колхидский тип
Переходный между переднеазиатским и понтийским: восточные абхазы, мегрелы, лечхумцы, лазы, гурийцы, имеретинцы, имерхевцы, аджарцы. Рост: средний. Широкий нос с плоской спинкой (иногда вогнутой). Широкое лицо. Встречаются светлые волосы — светло русый, в основном у западных грузин (имеретинцев, гурийцев и мегрелов) а также рыжие волосы основном у вaнских имеретин около 4 %. Встречаются светлые глаза — в основном у имеретинцев.